# Corallina panizzoi
Corallina panizzoi R. Schnetter & U. Richter, 1979  é o nome botânico  de uma espécie de algas vermelhas pluricelulares do gênero Corallina.
- São algas marinhas encontradas na Colômbia e Venezuela.

## Sinonímia
- Corallina officinalis f. fastigiata,  1849